# Donde comienzan los pantanos
Donde comienzan los pantanos es una película en blanco y negro de Argentina dirigida por Antonio Ber Ciani sobre el guion de César Tiempo según la novela homónima de Elbio Bernárdez Jacques que se estrenó el 23 de julio de 1952 y que tuvo como protagonistas a Adriana Benetti, Alberto Gómez, Carlos Perelli y Eloy Álvarez.Es la primera película en Argentina de la actriz italiana Adriana Benetti, más recordada por su intervención en Las aguas bajan turbias .

## Sinopsis
Una mujer huérfana se une a un cazador de nutrias que la maltrata y un emigrante italiano la protegerá.

## Reparto
- Adriana Benetti
- Alberto Gómez
- Carlos Perelli
- Eloy Álvarez
- Joaquín García León
- Maruja Gil Quesada
- Elisardo Santalla
- Elvira Quiroga
- Ricardo Viana
- Norma Nor
- Santiago Ayala El Chúcaro
- Mario Cozza

## Comentarios
Néstor escribió:

”Excelente realización malograda por un argumento deplorable.”

Por su parte el semanario Marcha de Montevideo dijo en su crónica:

”Es simplemente un melodrama rural argentino, ubicado en el sur de la provincia de Buenos Aires en una época lejana, de abierta injusticia social, con personajes simplísimos que vivían en la esperanza de que las tinieblas de entonces se convirtieran en cierta furua luz de amanecer.”